# Shangjing, Datian
Shangjing (kinesiska: 上京) är en köping i sydöstra Kina. Den ligger i Datian härad i staden Sanming i provinsen Fujian, omkring 170 kilometer väster om provinshuvudstaden Fuzhou. Antalet invånare är 18 603. Befolkningen består av 8 567 kvinnor och 10 036 män. Barn under 15 år utgör 14,0 %, vuxna 15-64 år 77 %, och äldre över 65 år 8,0 %.